# 1-Chlor-2-buten
1-Chlor-2-buten (auch Crotylchlorid genannt) ist eine chemische Verbindung aus der Gruppe der ungesättigten aliphatisch organischen Chlorkohlenwasserstoffe.

## Isomere
1-Chlor-2-buten kommt in zwei isomeren Formen vor, der (E)-Form (= trans-Form) und der (Z)-Form (= cis-Form).
| Isomere von 1-Chlor-2-buten |                                        |                                        |
| Name                        | (2E)-1-Chlor-2-buten                   | (2Z)-1-Chlor-2-buten                   |
| Andere Namen                | trans-1-Chlor-2-buten                  | cis-1-Chlor-2-buten                    |
| Strukturformel              | Strukturformel von (E)-1-Chlor-2-buten | Strukturformel von (Z)-1-Chlor-2-buten |
| CAS-Nummer                  | 4894-61-5                              | 4628-21-1                              |
| CAS-Nummer                  | 591-97-9 (unspez.)                     |                                        |
| EG-Nummer                   | 225-516-5                              | 225-041-3                              |
| EG-Nummer                   | 209-739-5 (unspez.)                    |                                        |
| ECHA-Infocard               | 100.023.196                            | 100.022.765                            |
| ECHA-Infocard               | 100.008.855 (unspez.)                  |                                        |
| PubChem                     | 637923                                 | 5463237                                |
| PubChem                     | 11589 (unspez.)                        |                                        |
| Wikidata                    | Q22829214                              | Q27276414                              |
| Wikidata                    | Q14757784 (unspez.)                    |                                        |

## Gewinnung und Darstellung
1-Chlor-2-buten kann durch Chlorierung von Crotylalkohol (2-Buten-1-ol) mit Phosphortrichlorid in Anwesenheit von Pyridin hergestellt werden. Reines (E)- oder (Z)-Isomer erhält man bei der Umsetzung des entsprechenden Crotylalkohol-Isomers mit Triphenylphosphin und Hexachloraceton. 1-Chlor-2-buten entsteht auch neben 3-Chlor-1-buten bei der Reaktion von 3-Buten-2-ol mit Thionylchlorid.

## Eigenschaften
1-Chlor-2-buten ist eine sehr leicht flüchtige, leicht entzündbare, farblose Flüssigkeit mit stechendem Geruch, die wenig löslich in Wasser ist.

## Verwendung
1-Chlor-2-buten wird zur Untersuchung von Reaktionen atomaren Chlors mit einer Reihe von ungesättigten Aldehyden und Ketonen und zur Herstellung von (E)-Crotyltrichlorsilanen verwendet.

## Sicherheitshinweise
Die Dämpfe von 1-Chlor-2-buten können mit Luft ein explosionsfähiges Gemisch (Flammpunkt −12 °C, Zündtemperatur 510 °C) bilden.

## Externe Links zu erwähnten Verbindungen
1. ↑  Externe Identifikatoren von bzw. Datenbank-Links zu 3-Chlor-1-buten:  CAS-Nr.: 563-52-0, EG-Nr.: 209-252-8, ECHA-InfoCard: 100.008.412, GESTIS: 493278, PubChem: 11242, ChemSpider: 21169509, Wikidata: Q27261614.